# Giulio Fregosi
Giulio Fregosi (Voghera, 3 febbraio 1887 – Milano, 17 luglio 1951) è stato un baritono italiano.

## Biografia
Dopo aver concluso gli studi alla quarta elementare, iniziò a lavorare come apprendista ciabattino e a cantare nel coro del duomo di Voghera. Grazie alla sua voce e all'aiuto di alcuni suoi concittadini, nel 1906 si trasferì a Milano, studiando prima presso la scuola della maestra Teresa Gigola (dove ebbe come compagno di studi il tenore Georges Thill) e poi presso la scuola del baritono Ettore Negrini (anche in questo caso, grazie all'interessamento di un mecenate).
Nel luglio del 1908 Fregosi fece il suo debutto in una festa privata e nel settembre dello stesso anno cantò per la prima volta in pubblico in occasione del concerto organizzato per l'apertura del nuovo teatro comunale di Tradate. Iniziò così una serie di concerti privati e di beneficenza, e il 10 aprile 1909 debuttò al teatro Kursaal di Lugano nel ruolo di Silvio nei Pagliacci di Leoncavallo. Nell'ottobre dello stesso anno cantò al Politeama Foresta di Voghera (devastato tre anni dopo per incendio) sempre nei Pagliacci, ma questa volta nella parte di Tonio, che gli fu gentilmente concessa dal baritono Ubaldo Carozzi. Il successo fu grande e il nome di Fregosi cominciò a varcare i limiti locali per raggiungere vette sempre più alte.
Dopo essersi esibito in Italia e all'estero, concluse la carriera con un'ultima recita di Pagliacci al teatro Sociale della natia Voghera nel 1949.